# ابللو (آذغان)
ابللو (بالفارسية: ابللو) هي منطقة سكنية تقع في إيران في قسم آذغان الریفي. يقدر عدد سكانها بـ 207 نسمة .